# Villeray
Villeray är en stadsdel (quartier) i staden Montréal i Québec i Kanada, mellan 1896 och 1905 en separat bykommun.